# Andreas Cornelius
Pour les articles homonymes, voir Cornelius.
Andreas Evald Cornelius, né le 16 mars 1993 à Copenhague au Danemark, est un footballeur international danois. Il joue au poste d'avant-centre au FC Copenhague.

## Biographie

### En club
Lors de la saison 2012-2013, Cornelius inscrit un total de 18 buts en première division danoise, ce qui constitue sa meilleure performance dans ce championnat. Cette saison-là, il est l'auteur de trois doublés.
Lors de la saison 2016-2017, il participe à la phase de groupe de la Ligue des champions avec Copenhague. Il inscrit un but sur la pelouse du FC Porto le 14 septembre 2016, match au terme duquel les deux équipes se neutralisent (1-1). Repêché en Ligue Europa, Copenhague l'emporte en seizièmes sur le club bulgare du Ludogorets Razgrad. En huitièmes de finale, Copenhague est opposé à l'Ajax Amsterdam. Malgré un but inscrit par Cornelius lors du match aller, le club danois s'avère éliminé à ce stade de la compétition par le club néerlandais.
Le 3 mai 2017, Cornelius s'engage avec l'Atalanta Bergame pour trois millions d'euros. Avec l'Atalanta, il est l'auteur d'un doublé en phase de groupe de la Ligue Europa 2017-2018, sur la pelouse du club anglais d'Everton FC.
Le 31 août 2018, il est prêté aux Girondins de Bordeaux pour la saison avec une option d'achat de huit millions d'euros. Il hérite du numéro 9 à la suite du départ de Martin Braithwaite. Gêné par des blessures, il ne s'impose pas dans la durée dans un club instable qui connaît trois entraîneurs différents. Bordeaux décide de ne pas lever l'option d'achat à l'issue d'une saison difficile pour le club.
Cornelius rejoint le Parme Calcio pour cinq saisons en juillet 2019. Il signe un contrat comprenant un prêt de deux ans au club avec obligation d'achat. Pour sa première titularisation le 30 septembre, Cornelius inscrit un but lors d'une victoire 3-2 contre le Torino FC. Cornelius réalise un triplé le 20 octobre face au Genoa qui contribue à un large succès 5-1.
Le 10 août 2021, Andreas Cornelius prend la direction de la Turquie afin de s'engager en faveur de Trabzonspor. Il signe un contrat de quatre ans, soit jusqu'en juin 2025.
Le 31 août 2022, lors du dernier jour du mercato estival, Andreas Cornelius fait de nouveau son retour au FC Copenhague. Il signe un contrat jusqu'en juin 2027.

### En équipe nationale
Avec les moins de 19 ans, il inscrit quatre buts. Il marque son premier but contre la Belgique le 9 août 2011, match au terme duquel les deux équipes se neutralisent (1-1). Il marque ensuite un doublé contre l'équipe de Malte le 7 octobre 2011 (victoire 0-4). Son dernier but est inscrit le 28 février 2012, contre l'Ukraine (défaite 5-1).
Avec les espoirs, il inscrit un but contre l'Estonie le 5 mars 2014. Cette rencontre gagnée sur le large score de 8-0 rentre dans le cadre des éliminatoires de l'Euro espoirs 2015. Il marque ensuite un but lors d'un match amical contre les États-Unis, le 31 mars 2015 (victoire 1-0).
Il reçoit sa première sélection en équipe du Danemark le 8 septembre 2012, contre la Tchéquie. Ce match nul et vierge rentre dans le cadre des éliminatoires du mondial 2014.
Le 26 janvier 2013, il inscrit ses trois premiers buts avec le Danemark, lors d'une rencontre amicale face au Canada (victoire 0-4). Cinq jours plus tard, il inscrit un nouveau but lors d'une confrontation amicale face au Mexique (score : 1-1). Le 22 mars 2013, il marque encore un autre but, face à la Tchéquie, lors des éliminatoires de la Coupe du monde (victoire 0-3).
Il ne joue quasiment pas avec la sélection danoise lors des années 2014 et 2015. Il signe son retour le 31 août 2016, en amical contre le Liechtenstein, où il se met en évidence en inscrivant un but. Les Danois s'imposent sur le large score de 5-0. Il marque ensuite un autre but le 11 novembre de la même année, contre le Kazakhstan, lors des éliminatoires du mondial 2018 (victoire 4-1). Par la suite, le 1er septembre 2017, il inscrit un nouveau but contre la Pologne, lors de ces mêmes éliminatoires (victoire 4-0).
En 2018, il est retenu par le sélectionneur Åge Hareide afin de participer à la Coupe du monde organisée en Russie. Lors de cette compétition, il joue trois matchs : deux rencontres de phase de poule, contre l'Australie et la France, et le huitième de finale perdu face à la Croatie, après une séance de tirs au but.                                    
Le 3 juin 2022, lors du premier match de la Ligue des Nations 2022-2023 face à la France, il rentre à la 60e minute à la place de Kasper Dolberg et marque un doublé (68e, 88e), ce qui permet à son équipe de remporter le match sur le score de 2-1.
Le 7 novembre 2022, il est sélectionné par Kasper Hjulmand pour participer à la Coupe du monde 2022.

## Palmarès
- FC Copenhague
  - Champion du Danemark en 2013, 2016 et 2017
  - Vice-champion du Danemark en 2012, 2014 et 2015
  - Vainqueur de la Coupe du Danemark en 2016 et 2017
  - Finaliste de la Coupe du Danemark en 2014

- Trabzonspor
  - Championnat de Turquie en 2022

## Statistiques
| Saison                | Club                         | Championnat           | Championnat | Championnat | Coupe nationale | Coupe nationale | Coupe de la Ligue | Coupe de la Ligue | Compétition(s) continentale(s) | Compétition(s) continentale(s) | Compétition(s) continentale(s) | Danemark | Danemark | Total | Total |
| Saison                | Club                         | Division              | M.          | B.          | M.              | B.              | M.                | B.                | Comp.                          | M.                             | B.                             | M.       | B.       | M.    | B.    |
| 2011-2012             | FC Copenhague                | SAS Ligaen            | 2           | 0           | -               | -               | -                 | -                 | -                              | -                              | -                              | -        | -        | 2     | 0     |
| 2012-2013             | FC Copenhague                | SAS Ligaen            | 32          | 18          | 2               | 1               | -                 | -                 | C1+C3                          | 4+6                            | 0+1                            | 9        | 5        | 53    | 25    |
| Sous-total            | Sous-total                   | Sous-total            | 34          | 18          | 2               | 1               | -                 | -                 | -                              | 10                             | 1                              | 9        | 5        | 55    | 25    |
| 2013-2014             | Cardiff City                 | Premier League        | 8           | 0           | 3               | 0               | -                 | -                 | -                              | -                              | -                              | -        | -        | 11    | 0     |
| Sous-total            | Sous-total                   | Sous-total            | 8           | 0           | 3               | 0               | -                 | -                 | -                              | -                              | -                              | -        | -        | 11    | 0     |
| 2013-2014             | FC Copenhague                | SAS Ligaen            | 13          | 5           | 3               | 1               | -                 | -                 | -                              | -                              | -                              | -        | -        | 16    | 6     |
| 2014-2015             | FC Copenhague                | SAS Ligaen            | 22          | 6           | 3               | 1               | -                 | -                 | C1+C3                          | 4+4                            | 1+0                            | 1        | 0        | 34    | 8     |
| 2015-2016             | FC Copenhague                | SAS Ligaen            | 26          | 5           | 6               | 1               | -                 | -                 | -                              | -                              | -                              | -        | -        | 32    | 6     |
| 2016-2017             | FC Copenhague                | SAS Ligaen            | 30          | 12          | 4               | 2               | -                 | -                 | C1+C3                          | 11+4                           | 6+1                            | 4        | 2        | 53    | 23    |
| Sous-total            | Sous-total                   | Sous-total            | 91          | 28          | 16              | 5               | -                 | -                 | -                              | 23                             | 8                              | 5        | 2        | 135   | 43    |
| 2017-2018             | Atalanta Bergame             | Serie A               | 23          | 3           | 4               | 1               | -                 | -                 | C3                             | 4                              | 2                              | 9        | 1        | 40    | 7     |
| 2018-2019             | Atalanta Bergame             | Serie A               | -           | -           | -               | -               | -                 | -                 | C3                             | 4                              | 1                              | -        | -        | 4     | 1     |
| Sous-total            | Sous-total                   | Sous-total            | 23          | 3           | 4               | 1               | -                 | -                 | -                              | 8                              | 3                              | 9        | 1        | 44    | 8     |
| 2018-2019             | Girondins de Bordeaux (prêt) | Ligue 1               | 20          | 3           | 1               | 0               | 3                 | 0                 | C3                             | 5                              | 0                              | 2        | 0        | 31    | 3     |
| Sous-total            | Sous-total                   | Sous-total            | 20          | 3           | 1               | 0               | 3                 | 0                 | -                              | 5                              | 0                              | 2        | 0        | 31    | 3     |
| 2019-2020             | Parme Calcio (prêt)          | Serie A               | 26          | 12          | 1               | 0               | -                 | -                 | -                              | -                              | -                              | 2        | 0        | 29    | 12    |
| 2020-2021             | Parme Calcio                 | Serie A               | 29          | 1           | 1               | 0               | -                 | -                 | -                              | -                              | -                              | 7        | 2        | 37    | 3     |
| Sous-total            | Sous-total                   | Sous-total            | 55          | 13          | 2               | 0               | -                 | -                 | -                              | -                              | -                              | 9        | 2        | 66    | 15    |
| Total sur la carrière | Total sur la carrière        | Total sur la carrière | 231         | 65          | 28              | 7               | 3                 | 0                 | -                              | 46                             | 12                             | 34       | 10       | 342   | 94    |